# فرودگاه کیلارنی
فرودگاه کیلارنی (به انگلیسی: Killarney Airport) یک فرودگاه همگانی است که یک باند فرود آسفالت دارد و طول باند آن ۱۰۶۷ متر است. این فرودگاه در کشور کانادا قرار دارد و در ارتفاع ۱۸۵ متری از سطح دریا واقع شده است.